# Vaibhásika
A vaibhásika (szanszkrit: vaibhaszika, tibeti: bje-brag szmra-ba) a mahávibhása egyik korai buddhista iskolája volt, amelynek része volt a szarvásztiváda iskola ortodox kasmíri ága is. A korai buddhista iskolák közül a legteljesebb és legrendszerezettebb tananyaggal rendelkező vaibhásika-szarvásztiváda rendkívül népszerű volt Indiában és Indián kívül egyaránt.
A kezdetben misztikus természetű iskola később sokkal materialistább nézőpontot vett fel. Az iskola legfőbb nézete szerint a tudat semmilyen fogalmat nem képes alkotni anélkül, hogy közvetlen kapcsolat ne alakulna ki a tudat és az érzékszervekkel tapasztalható tárgyak között (lásd még: szparsa)